# کونراد فرایهر فون واننهایم
کونراد فرایهر فون واننهایم (آلمانی: Konrad Freiherr von Wangenheim; ۲۰ اوت ۱۹۰۹ – ۲۸ ژانویهٔ ۱۹۵۳) سوارکار اهل آلمان بود.